# Tatiana Delgado
Tatiana Delgado de Niño (-30 de enero de 2017) fue una política venezolana. Fue la primera alcaldesa electa por voto directo de municipio Páez, en el estado Portuguesa, al igual que la primera mujer electa al cargo.

## Carrera
Tatiana inició en la política como integrante del Partido Comunista de Venezuela (PCV), partido con el cual resultó electa en 1989 como la primera alcaldesa por voto directo del municipio Páez, estado Portuguesa, además de la primera mujer electa al cargo; en el proceso, también asumió el cargo como la única mandataria comunista. En 2007 se unió al Partido Socialista Unido de Venezuela (PSUV), poco después de la fundación del partido y del llamado del presidente Hugo Chávez, donde cumplió funciones en la entidad como coordinadora del sistema de formación ideológica. Para el momento de su muerte se desempeñaba como directora de la Escuela de Formación Argimiro Gabaldón en Acarigua.